# Форікол
Форікол (норв. fårikål, дослівно — овечка в капусті) — одна з найвідоміших страв норвезької кухні. Традиційними інгредієнтами для її приготування слугують ягнятина із кісткою, великі шматки капусти, великий чорний перець і невелика кількість пшеничного борошна, які тушкуються в каструлі протягом декількох годин. Разом зі стравою подають гарнір із картоплі в мундирі.
Згідно з історичною традицією, страву прийнято готувати у вересні, коли наступає «сезон молодих овечок». Останній четвер вересня в Норвегії вважається національним днем форікола.
Форікол — страва, яка походить із західної частини Норвегії, але сьогодні її готують по всій країні.